# Мэддоу, Рэйчел
Рэ́йчел Энн Мэ́ддоу (англ. Rachel Anne Maddow, МФА /ˈmædoʊ/; род. 1 апреля 1973, Кастро-Валли, Калифорния) — американская телеведущая и политический комментатор. Автор радиопередачи The Rachel Maddow Show транслируемой сетью Air America, а также одноимённого ночного ТВ-шоу на MSNBC. Была приглашённым ведущим программ «Обратный отсчёт с Кейт Олбермэнн» (Countdown with Keith Olbermann) и «Гонка за Белый Дом» (Race for the White House). Мэддоу стала первой ведущей - открытой лесбиянкой, прочно обосновавшейся в прайм-тайм выпусках новостей.
На вопрос о своих политических взглядах Рэйчел ответила: «Я несомненно либерал, и почти полностью согласна с политикой Республиканской партии эры Эйзенхауэра».

## Биография
Мэддоу родилась в Кастро-Валли, штат Калифорния. Её отец Роберт Мэддоу — бывший капитан ВВС США, который ушёл в отставку за год до её рождения и ставший впоследствии адвокатом, а мать Элейн Мэддоу (урождённая Госсе) — администратор школьной программы из Ньюфаундленда, Канада. Отец Рэйчел имеет российско-голландские корни, а мать — англо-ирландские. Выросла в семье католиков, в обществе как позже описывала её мать «очень консервативном».
Окончила среднюю школу Кастро-Валли, а в 1994 году — Стэнфордский университет со степенью в области общественной политики. Ей была присуждена стипендия Джона Гарднера, а также стипендия Родса, по которой она в 1995 году поступила в аспирантуру в Оксфордском университете. В 2001 году получила степень доктора философии в Оксфорде. Её диссертация написана на тему ВИЧ/СПИДа и реформы системы здравоохранения в британских и американских тюрьмах. Она стала первым лауреатом стипендии Родса, не скрывающим своей гомосексуальности.
Первой радиостанцией, где Мэддоу работала ведущей была WRNX (100,9 FM) в Холиок, штат Массачусетс, после победы в конкурсе по поиску новых личностей для проведения эфира. Она стала вторым ведущим в утреннем шоу The Dave in the Morning Show. Затем стала ведущей передачи Большой завтрак на WRSI в Нортхемптоне, штат Массачусетс, где работала в течение двух лет. В марте 2004 года она покинула проект и присоединилась к новой станции Air America. Там она вела шоу Нефильтрованный вместе с Чаком Ди (из хип-хоп группы Public Enemy) и Лизз Уинстед (один из создателей The Daily Show) до его отмены в марте 2005 года. Через две недели после этого, началась её двухчасовая радиопередача Rachel Maddow Show, а в марте 2008 года она получила ещё час к вещанию (с 6 до 9 вечера). В сентябре 2008 года шоу снова стало двухчасовым, когда Рэйчел стала ведущей ночного шоу на MSNBC.
В январе 2008 года Мэддоу получила место политического аналитика на MSNBC и была постоянным участником дискуссий в шоу «Гонка за Белый дом» с Дэвидом Грегори и участвовала в освещении президентских выборов, а также в это время часто появляется в шоу «Обратный отсчёт с Кейт Олбермэнн».
21 января 2010 года на Air America прошёл последний выпуск её шоу Rachel Maddow Show, двумя неделями ранее владельцы компании подали заявку о банкротстве.
Мэддоу живёт в Нью-Йорке, на Манхэттене, со своей гражданской супругой из Массачусетса, художницей Сьюзан Микулой. Они познакомились в 1999 году, когда Микула наняла Мэддоу выполнять работы по саду у себя дома. Рэйчел в это время писала свою диссертацию. Несмотря на то, что штат Массачусетс признаёт однополые браки, Мэддоу и Микула в него не вступили.